# Mulleripicus funebris
Mulleripicus funebris е вид птица от семейство Picidae.

## Разпространение
Видът е разпространен във Филипините.